# 산조반니로톤도
산조반니로톤도(San Giovanni Rotondo)는 이탈리아 남부 풀리아주 포자도의 도시이자 코무네이다.
산조반니로톤도는 1916년 7월 28일부터 1968년 9월 23일 사망할 때까지 성 피에트렐치나의 비오가 거주했던 곳이다. 피에트렐치나의 비오 순례 교회는 성인을 기리기 위해 지어졌으며 2004년 7월 1일에 봉헌되었다. 이 도시에는 피에트렐치나의 비오 성인이 설립한 병원 및 의료 연구 센터인 카사 솔리에보 델라 소프레차 (고통 경감의 집)가 있다.
인근의 성 미카엘 대천사 성지 또한 가톨릭 순례지이며 1987년 교황 요한 바오로 2세가 방문했다.

## 국제 관계
산조반니로톤도는 다음 도시들과 자매 결연을 맺었다:
- 피에트렐치나, 이탈리아 (2005년부터)
- 바도비체, 폴란드 (2006년부터)
- 몬테 산탄젤로, 이탈리아 (2013년부터)

## 주목할 만한 사람
- 이바노 치아노 (1983년 출생), 이탈리아 축구 선수
- 클라우디오 다미아니, 이탈리아 시인
- 미켈레 피로 (1986년 출생), 이탈리아 모토GP 라이더[7]